# Laureen Kouassi-Olsson
Laureen Kouassi-Olsson est une personnalité du monde de la finance et des industries créatives en Afrique. Figure reconnue du capital-investissement et des services financiers en Afrique, elle est membre de conseils d'administration de plusieurs groupes industriels et financiers actifs en Afrique. Elle a lancé en 2021 Birimian Ventures, une plateforme de promotion et d’investissement au profit des marques du secteur de la mode et du luxe issues du continent.

## Biographie

### Jeunesse et études
Née à Abidjan, Laureen Kouassi-Olsson a grandi en Côte d’Ivoire avant d’effectuer ses études supérieures en France. Elle passe les concours d’entrée aux grandes écoles de commerce et intègre l’EM Lyon Business School dont elle sortira diplômée d’un Msc in Management en 2007.

### Carrière
Recrutée au siège londonien de la banque d’affaires Lehman Brothers en 2006 dans les équipes fusion-acquisition, elle subit de plein fouet la faillite de cet établissement qui signale le début de la crise financière de 2008.
Bouleversée par cette expérience, elle décide de se consacrer à une finance responsable et de se recentrer sur son continent d’origine. En 2009, elle rejoint Proparco, filiale de l’Agence française de développement dédiée au secteur privé. Elle y occupe les fonctions de chargée d’investissement, spécialisée dans le secteur financier.
En 2012, elle fait partie des tout premiers professionnels à rejoindre Amethis, un fonds d’investissement spécialisé sur l’Afrique et basé à Paris. Nommée directrice d’investissement pour le secteur financier, elle exerce sur l’ensemble du continent avant de s’installer à Abidjan en 2016 afin de lancer Amethis West Africa. À ce titre, elle lève l’un des tout premiers fonds de la zone en monnaie locale pour réaliser des investissements en Afrique de l’Ouest.
Elle se passionne alors pour les industries créatives africaines, en particulier la mode et le design, et s’imprègne de l’univers et du talent de ses acteurs au gré de ses déplacements à travers les hubs économiques du continent.
Elle quitte Amethis en 2020 afin de se consacrer à des projets qui lui permettent de concilier son savoir-faire en tant qu’investisseuse avec sa passion pour la mode et le design africains. Elle annonce en mars 2021 la création de Birimian, une plateforme d’investissement dédiée aux industries créatives africaines.

## Distinctions
Laureen Kouassi-Olsson a été distinguée par des organisations de promotion des jeunes leaders africains. Elle fait ainsi partie du Gotha Noir, des 100 leaders économiques africains de demain de l’Institut Choiseul ou encore des 100 femmes africaines les plus influentes selon Advance Media.

## Engagements personnels
Laureen Kouassi-Olsson est engagée dans plusieurs initiatives de promotion des femmes et de la diaspora en Afrique,, en faveur de la finance inclusive et de philanthropie. Elle est membre du Conseil d’administration de l’Alliance Africaine de la Venture Philanthropy.

## Fonctions au sein de conseils d’administration
Laureen Kouassi-Olsson occupe ou a occupé des fonctions en tant qu'administrateur au sein de plusieurs sociétés actives en Afrique :
- Membre du Comité stratégique d’Arise IIP[15],[16]
- Membre Non-Executif du Conseil d’administration de Orange Abidjan Participations[17]
- Présidente du Comité des Risques Orange Abidjan Participations
- Membre du Conseil d’administration de l’Alliance Africaine de la Venture Philanthropy[18]
- Director, board of Director, Fidelity Bank Ghana[17]
- Présidente du Risk Committee, Fidelity Bank Ghana
- Non executive board member, Ciel Finance
- Membre du comité stratégique, Ciel Finance
- Membre du comité d’investissement, Investisseurs & Partenaires
- Executive director, Amethis West Africa
- Non executive board member, Groupe NSIA (nov 2018 - juil 2020)[5]